# جاي إيرا كورتني
جاي إيرا كورتني (بالإنجليزية: J. Ira Courtney)‏ هو لاعب كرة قاعدة أمريكي، ولد في 27 أبريل 1888 في منيابولس في الولايات المتحدة، وتوفي في 15 أبريل 1968 في فونتانا في الولايات المتحدة.

## وصلات خارجية
- جاي إيرا كورتني على موقع أوليمبيديا (الإنجليزية)